# Goldie Jamison Conklin
Goldie Jamison Conklin, właśc. Ah-Weh-Eyu (ur. 30 października 1891 w Salamance, zm. w maju 1973 w Irving) – rdzenna Amerykanka, fotomodelka znana z serii pocztówek wydawanych w latach 1908–1914.  

## Pochodzenie
Pochodziła z plemienia Seneków, z klanu Heron. Była córką Jacoba J. Jamisona i Elizy D. Jamison. Miała pięciu braci i dwie siostry. Mieszkała w rezerwacie Allegany w południowo-zachodniej części stanu Nowy Jork, na pograniczu ze stanem Pensylwania. Jej oryginalne imię – Ah-Weh-Eyu – oznacza Piękny Kwiat. W 1910 mieszkała w Marion w Wirginii.

## Rodzina
W dniu 18 listopada 1911 wyszła za mąż za Carola Conklina. Urodziła sześcioro dzieci: Chestera, Roberta, bliźniaków Carla i Earla, Charlesa jr. oraz George'a. Jedno dziecko nie przeżyło.
W 1920 wraz z rodziną mieszkała w Chautauqua w stanie Nowy Jork. W dniu 7 lipca 1921 w kościele św. Andrzeja w Irving została ochrzczona. W 1930 rodzinę notowano w Buffalo. W 1940 Goldie mieszkała z rodziną w Hanoverze w stanie Nowy Jork. Później przeniosła się do Silver Creek. Na miejscowej farmie mieszkała do końca życia. W 1961 zmarł jej mąż.

## Kariera
W 1908 Cattaraugus Cutlery Company of Little Valley z Nowego Jorku wynajęła ją jako modelkę do serii pocztówek. Sprzedawano je jako dodatek do „indiańskich” noży i innych przyrządów gospodarstwa domowego. Był to popularny zabieg – wiele firm wykorzystywało wizerunki rdzennych Amerykanów i Amerykanek jako element reklamy np. powieści czy filmów ze stereotypowo przedstawionymi „szlachetnymi dzikusami” i „indiańskimi księżniczkami‚. Motywy te były popularne  w kulturze USA. Serię pocztówek z Ah-Weh-Eyu wydano w latach 1908–1914. Jest na nich ubrana w tradycyjny strój rdzennych Amerykanek. Niektóre elementy ubioru, np. torebkę, mogła wykonać sama. Najczęściej pozowała sama (także do portretów), rzadziej w parze lub w grupie.
Większość zdjęć Ah-Weh-Eyu wykonał fotograf Jesse Lynn Lessing. Oprócz zdjęć katalogowych Ah-Weh-Eyu była bohaterką serii zdjęć dokumentalnych ukazujących paradę w Salamance 6 sierpnia 1908, podczas której przez miasto kroczyli rdzenni mieszkańcy i mieszkanki regionu.

## Pochówek
Została pochowana na cmentarzu w Irving.